# Can Feliu (Caldes de Malavella)
Can Feliu és una masia aïllada enmig del bosc, al Veïnat de Dalt de Caldes de Malavella (Selva). És una obra inclosa en l'Inventari del Patrimoni Arquitectònic de Catalunya.

## Descripció
Consta de dues plantes. Coberta a doble vessant i cornisa catalana. Posteriorment s'hi afegí una torre quadrada amb tres plantes (que serveix per amagar un dipòsit d'aigua) i, teulada a quatre vessants. Façana d'una gran simplicitat amb finestres quadrangulars de diferents mides i només envoltades per una llinda de pedra, igual que la porta principal. A la part superior hi ha un rellotge solar. El seu origen remunta al segle xvii o XVIII, però la part dreta de l'edifici fou reformada a principis del segle xx.